# Tabú (pel·lícula)
Tabú (títol original: Tabu: A Story of the South Seas) és una pel·lícula dirigida pel director alemany F.W. Murnau al 1931, durant la seva etapa nord-americana, i rodada a Tahití. Va ser l'última pel·lícula dirigida per Murnau, qui moriria una setmana abans de la seva estrena. El 1994, la pel·lícula fou considerada «cultural, històrica i estèticament significativa» per la Biblioteca del Congrés dels Estats Units i seleccionada per la seva preservació al National Film Registry
La pel·lícula va començar sent un projecte codirigit per Murnau i el documentalista Robert Flaherty, que ja havia rodat dues pel·lícules anteriors ambientades als Mars del Sud: Moana (1926), rodada a Samoa, i White Shadows in the South Seas, a Tahití. Però Flaherty va retirar-se de la producció per no estar d'acord amb les exigències de la productora, la Paramount, que pretenia que la pel·lícula fos protagonitzada per estrelles de Hollywood.

## Premis
4a edició dels Premis Oscar
| Categoria         | Persona      | Resultat  |
| ----------------- | ------------ | --------- |
| Millor fotografia | Floyd Crosby | Guanyador |

National Board of Review
| Reconeixement              | Candidata | Resultat |
| -------------------------- | --------- | -------- |
| Deu millors films de l'any | Tabú      | Inclosa  |